# Basterotiidae
Die Basterotiidae sind eine Muschel-Familie der Heterodonta.

## Merkmale
Die gleichklappigen bis leicht ungleichklappigen, meist kleinen, meist mehr oder weniger stark aufgeblähten Gehäuse werden maximal wenige Zentimeter lang. Sie sind deutlich ungleichseitig, die vortretenden Wirbel sind immer zum Vorderende hin verschoben. Die Gehäuse sind im Umriss schief-rhomboidal, eiförmig-dreieckig oder rundlich; sie klaffen an beiden Enden. Ein vom Wirbel ausgehender schwacher Kiel, der zur hinteren unteren Gehäuseende zieht, setzt das hintere Gehäusefeld vom restlichen Gehäuse ab. Ein weiterer, jedoch nur sehr schwacher Kiel kann vom Wirbel zum vorderen unteren Gehäuseende ziehen.
Das Ligament ist ein schmales, kurzes externes Band hinter den Wirbeln. Es sitzt in der rechten Klappe auf einer Nymphe. Im Schloss ist nur ein Hauptzahn vorhanden, er kann auch stark reduziert sein. Dem Hauptzahn entspricht eine Grube in der anderen Klappe. Die Mantellinie ist ganzrandig oder nur leicht eingebuchtet.
Die Schale ist dick oder auch dünner und leicht durchscheinend. Die Oberfläche weist eher gröbere konzentrische Anwachsstreifen und etwas unregelmäßige Wachstumsunterbrechungen auf, häufig sind die randparallelen Streifen aufgeraut oder gekörnelt. Auch der innere Rand ist glatt. Das Periostracum ist hält sich in der Regel auch bei adulten Exemplaren.

## Geographische Verbreitung, Lebensraum und Lebensraum
Die Arten und Gattungen der Familie Basterotiidae sind weltweit verbreitet.
Die Arten der Gattung Basterotia sind Kommensalen von Igelwürmern.
Bei der Gattung Atopomya entdeckte Graham Oliver 2013, dass diese Art in Symbiose mit Bakterien lebt. Die Bakterien leben extrazellulär auf besonderen Zellen in den Kiemen (Bakteriozyten).

## Taxonomie
Das Taxon wurde 1909 von Maurice Cossmann aufgestellt. Die Berechtigung der Familie ist allerdings umstritten. Während die MolluscaBase das Taxon als gültigen Familiennamen bewertet, stellen Goto et al. (2011) die Gattung Basterotia in die Familie Sportellidae. MolluscaBase stellt folgende Gattungen und Arten zur Familie:
- Familie Basterotiidae Cossmann, 1909
  - Anisodonta Deshayes, 1857
    - Anisodonta alata (Powell, 1952)
    - †Anisodonta bipartita Rovereto, 1898
    - Anisodonta carolina Dall, 1900
    - †Anisodonta complanata Deshayes, 1857
    - †Anisodonta duvergieri Cossmann & Peyrot, 1909
    - †Anisodonta edentula Deshayes, 1858
    - Anisodonta pseudoscintilla Ponder, 1971
    - †Anisodonta recluzii Adams, 1864
    - †Anisodonta rugulosa Deshayes, 1857
    - †Anisodonta stimpsoni Adams, 1864
    - †Anisodonta subalata Gatcliff, 1910
    - †Anisodonta subovata Stilwell & Zinsmeister, 1992

  - Atopomya Oliver, 2013
    - Atopomya dolabrata Oliver, 2013

  - Basterotia M. Hörnes, 1859 [ex Mayer MS]
    - †Basterotia ambona Vokes, 1981
    - Basterotia angulata (H. Adams, 1871)
    - Basterotia arcula Melvill, 1898
    - †Basterotia biali Cossmann & Peyrot, 1909
    - Basterotia borbonica (Deshayes in Maillard, 1863)
    - Basterotia californica Durham, 1950
    - Basterotia carinata Goto, Hamamura & Kato, 2011
    - Basterotia clancula Cosel, 1995
    - Basterotia corbuloidea (Dall, 1899)
    - †Basterotia corbuloides Mayer in Hörnes, 1859
    - Basterotia elliptica (Récluz, 1850)
    - Basterotia gouldi (A. Adams, 1864)
    - Basterotia lutea (Dall, Bartsch & Rehder, 1938)
    - Basterotia maillardi (Deshayes in Maillard, 1863)
    - †Basterotia neuvillei Cossmann & Peyrot, 1909
    - Basterotia obliqua Coan, 1999
    - Basterotia oblonga E. A. Smith, 1890
    - Basterotia obtusa G. B. Sowerby III, 1894
    - Basterotia panamica Coan, 1999
    - Basterotia peninsularis (Jordan, 1936)
    - †Basterotia prima Aldrich, 1921
    - Basterotia pustula Nowell-Usticke, 1971
    - Basterotia quadrata (Hinds, 1843)
    - Basterotia stimpsoni (A. Adams, 1864)
    - Basterotia subalata (Gatliff & Gabriel, 1910)
    - Basterotia tricostalis Sowerby III, 1897

  - Basterotina Coan, 1999
    - Basterotina angulata (S. V. Wood, 1857)
    - Basterotina rectangularis Coan, 1999

  - Ensitellops Olsson & Harbison, 1953
    - † Ensitellops elongata Olsson & Harbison, 1953
    - Ensitellops hertleini Emerson & Puffer, 1957
    - Ensitellops protexta (Conrad, 1841)
    - Ensitellops tabula Olsson & Harbison, 1953

  - Fulcrella Cossmann, 1886
    - †Fulcrella baudoni (Deshayes, 1857)
    - †Fulcrella irregularis Deshayes, 1857
    - †Fulcrella paradoxa (Deshayes, 1857)
    - †Fulcrella sulcatina Cossmann, 1886

  - Isoconcha Dautzenberg & H. Fischer, in Pelseneer, 1911
    - Isoconcha cherbonnieri Poutiers, 1981
    - Isoconcha integra (Hedley, 1907)
    - Isoconcha sibogai Dautzenberg & H. Fischer, in Pelseneer, 1911

  - Physoida Pallary, 1900
    - Physoida physoides (Deshayes 1846)

  - Saxicavella P. Fischer, 1878
    - †Saxicavella burnsi Hickman, 2015
    - Fragiler Felsenbohrer (Saxicavella jeffreysi Winckworth, 1930)
    - Saxicavella nybakkeni P. Scott, 1994
    - Saxicavella pacifica Dall, 1916
    - Saxicavella sagrinata Dall & Simpson, 1901

## Belege